# Здешние (пьеса)
«Здешние» или «Местные» (бел. Тутэйшыя) — сатирическая трагикомедия Янки Купалы (в авторском определении — «трагически смешные сцены в 4-х действиях»). Пьеса была закончена в августе 1922 года.
Слово «Тутэйшыя» приобрело культовый характер в современной белорусской культуре, но если у Купалы оно носит явно отрицательный смысл, то в наше время слово используется в позитивном смысле.

## Творческая идея
Яркий комедийный фарс сочетает в себе народные белорусские сценические традиции и самобытный метафорический стиль. В основе пьесы — размышления автора об исторических путях и будущем белорусского народа. В пьесе Я. Купала образно изображает Беларусь как бы на перепутье между Россией и Польшей. Он выражает глубокую озабоченность духовным наследием белорусского народа, его национальным сознанием. Купала призывает бороться с «местным» образом мышления — беспринципностью, неразвитостью сознания, пассивностью, покорностью.

## Описание
События спектакля разворачиваются в тяжелое для белорусского народа время — 1918—1920 годы, когда одна оккупация сменялась другой. Центральная фигура в произведении — бывший сельский житель Микита Зносак, который при царизме был мелким чиновником (коллежским регистратором). В новых условиях жизни этот человек забывает своё происхождение, язык, родину и начинает жить по принципу: «Можно иметь мировоззрение одно, думать второе, говорить третье, делать четвёртое». Поэтому для Микиты неважно, под какой властью он живёт (польской, немецкой, царской, советской), кто он (белорус или небелорус), лишь бы была еда, одежда и хорошая служба.
Политическая ситуация сказывается даже на имени главного героя, который называет себя то по-польски (Никициуш Зносиловский), то по-русски (Никитий Зносилов).
В образе главного героя Купала изобразил тип национального нигилиста, предателя. Микита Зносак раскрывает свое истинное лицо во время разговоров со своим учителем Янкой Здольником, которого он презрительно называет «господином директором белорусской босоты». Зносак отрицает всё белорусское, когда речь идет о «единственном неделимом русском языке», который он «ввёл бы от Азии до Австралии, от Африки до Америки и от Смоленска до Берлина».
В пьесе Я. Купала едко и иронично обличает не только Зноска, но и других подобных «местных» персонажей. Учёные с Востока и Запада предстают в спектакле в момент крутых исторических поворотов, смены власти. Они пытаются доказать друг другу, что территория Беларуси принадлежит либо России, либо Польше. Учёные сходятся в одном: Беларусь не может быть независимой. Через образы учёных автор стремится показать губительное влияние на людей невежества, псевдообразования, национального нигилизма.
Всех героев минской «побрехалки» можно назвать компанией вчерашних хозяев жизни, которых бурные события выбросили на свалку истории. В поисках тёплого места под солнцем, в стремлении к личной выгоде они отказались от своего языка, от родной земли, даже от себя.
Отрицательным персонажам спектакля противопоставляются образы, представляющие белорусский народ: Янка Здольник, его ученик и последователь, позже его жена Алена, её отец Гарошка. Каждый из них по-своему понимает происходящие события и ищет своё место в сложных обстоятельствах того времени. Эти образы раскрывают такие черты белорусского национального характера, как трудолюбие, честность, искренность, отвагу. Янка Здольник олицетворяет позитивные чаяния белорусского народа. Это человек передовых взглядов, с твёрдыми жизненными принципами, который отрицает старые порядки и хочет присоединиться к общественному труду. Однако в пьесе Здольник — не политическая фигура, а романтический идеалист, сфера деятельности которого очень узка.

## Сценическая и печатная история
Впервые спектакль был напечатан в журнале «Пламя» в 1924 году (выпуск 2 и 3). Сценическая жизнь спектакля началась в Белорусском государственном театре в 1926 году постановкой русского режиссёра М. Попов. Но вскоре спектакль был исключен из репертуара как «националистическое» произведение.
В 1927 году, вскоре после публикации, был запрещен третий том первого «Собрания сочинений» Купалы, в котором была опубликована пьеса.
В 1953 году пьеса была опубликована в Мюнхене издательством «Бацькаўшчына».
В начале 1980-х годов издательство «Мастацкая литаратура» рассыпало набор сборника «Наследие», где после более чем полувекового молчания была предпринята попытка издать пьесу «Здешние».
Только в 1982 году в Могилевском областном драматическом театре главный режиссёр театра В. Маслюк поставил один из лучших своих спектаклей, соединив текст пьесы со стихотворением И. Купалы «Вечная песня» и лично исполнив роль Янки Здольника. Сценическая жизнь спектакля здесь тоже была недолгой: всего после двух спектаклей, в Могилеве и Минске, спектакль пришлось исключить из репертуара.
В 1988 году произведение Купалы было опубликовано в журнале «Пламя» (№ 9).
В 1990 году в Национальном театре спектакль был поставлен М. Пинигиным, переосмыслившим трагикомедию как философскую трагедию. Спектакль был воспринят как сенсация и стал победой искусства над цензурой. Спектакль шёл на сцене театра с перерывами до 2010 года.
В 1993 году пьеса была экранизована в Беларуси. В 2007 году ещё одну экранизацию осуществил канал Belsat; фильм 2007 года в настоящее время запрещён в Беларуси.
В 2020 году, к столетнему юбилею Национального театра, пьеса должна была вернуться на сцену. Однако в связи с политическим кризисом большинство участников труппы уволились и сформировали независимую труппу «Купаловцы», которая и выпустила в октябре 2020 года онлайн видео-версию обновлённой постановки.